# Glaphyria pupillalis
Glaphyria pupillalis is een vlinder uit de familie van de grasmotten (Crambidae). De wetenschappelijke naam van de soort is voor het eerst in 1886 gepubliceerd door Heinrich Benno Möschler.
De soort komt voor in Jamaica.